# افسانه‌های معبد پنهان
افسانه‌های معبد پنهان (انگلیسی: Legends of the Hidden Temple) یک گیم شو ساخت کشور آمریکاست که در سال ۱۹۹۳ تا ۱۹۹۵ منتشر شده است.